# Danter Izabella
Danter Izabella (Pozsony, 1955. március 27. –) néprajzkutató, muzeológus.

## Élete
1974-ben Szencen érettségizett, majd 1978-ban a pozsonyi Comenius Egyetemen szerzett néprajz szakos diplomát, illetve 1981-ben bölcsészdoktori címet. 1978–1985 között a dunaszerdahelyi Csallóközi Múzeum, 1986-2020 között a galántai Honismereti Múzeum munkatársa. 1999-ben a szlovákiai magyar nyelvterület tájházainak, néprajzi-honismereti gyűjteményeinek szakszerű dokumentálására létrehozta a Mátyusföldi Muzeológiai Társaságot. 2001-ben a Szlovák Nemzeti Múzeum önálló osztályaként létrehozott Magyar Kultúra Dokumentációs Központ vezetőjeként, majd külső munkatársaként meghatározó szerepe volt a pozsonyi Szlovákiai Magyar Kultúra Múzeuma 2003-as állandó kiállításának megvalósításában.
Nevéhez fűződik a Musaeum Hungaricum konferenciasorozat szervezése, a konferencia köteteinek szerkesztése, illetve részt vállalt a Tájház Szövetség találkozóinak szervezésében is. A népi gyógyászat kutatása mellett főleg a zsákmányoló gazdálkodás, ill. a népszokások és a népviselet kutatásával foglalkozik.

## Művei
- 1994 Népi gyógyászat a Kisalföld északi részén.
- 2002 Farkasd (társszerző)
- 2009 Múzejné aktivity národnostných menšín
- Diószeg (esettanulmány)
- Nagyfödémes; szerk. Danter Izabella; Nagyfödémes Község, Veľké Úľany, 2010
- A Musaeum Hungaricum. A szlovákiai magyarság tárgyi emlékei és ezek múzeumi dokumentációja című konferencia tanulmánykötete. 2010; szerk. Danter Izabella; Mátyusföldi Muzeológiai Társaság, Boldogfa, 2010 (Musaeum Hungaricum)